# Robert Žulj
Robert Žulj (* 5. Februar 1992 in Wels) ist ein österreichisch-kroatischer Fußballspieler. Er kann als offensiver Mittelfeldspieler oder im Sturm eingesetzt werden. Darüber hinaus war er für mehrere Nachwuchsnationalmannschaften des ÖFB aktiv.
Sein rund ein Jahr jüngerer Bruder Peter ist ebenfalls Fußballspieler.

## Karriere

### Beginn beim FC Wels
Seine aktive Karriere begann Žulj, der die österreichische und die kroatische Staatsbürgerschaft besitzt, im Jahre 1999 in seiner oberösterreichischen Geburtsstadt Wels beim dort ansässigen FC Wels. Dort wurde er von Beginn an als Stürmer ausgebildet und agierte, wie auch sein jüngerer Bruder, bereits im Frühstadium seiner Fußballerkarriere sehr torgefährlich. So kam er in der Spielzeit 2004/05 in zwei verschiedenen U-13-Mannschaften des FC Wels 15-mal zum Torerfolg und kam dabei in einer ähnlich hohen Anzahl an Spielen zum Einsatz. In der darauffolgenden Spielzeit, in der er bereits in der U-15-Mannschaft zum Einsatz kam, nahm seine Torgefährlichkeit im Vergleich zum Vorjahr stark ab. Bei einer ähnlichen Anzahl an absolvierten Ligaspielen erzielte er in zwei verschiedenen U-15-Mannschaften des Vereins lediglich vier Treffer und konnte somit nicht an den Erfolgen des Vorjahres anschließen.
Nach der Ungefährlichkeit vor dem gegnerischen Tor in der Spielzeit 2005/06 folgte auch in der Saison 2006/07 nicht der gewünschte Umschwung für den jungen Žulj, der fortan häufiger in defensiveren Positionen eingesetzt wurde. Über die gesamte Saison hinweg brachte es der Offensivspieler auf lediglich drei Ligatreffer, die er allesamt in der U-15-Jugendliga erzielte. In der Meisterschaft von 2007/08 blieb er ohne Torerfolg, was sich jedoch in der nachfolgenden Spielzeit ändern sollte: In der Saison 2008/09 kam Žulj wieder zu alter Offensivstärke und avancierte zu einem Goalgetter in der U-17-Jugendliga. Dazu kamen insgesamt vier Treffer in den beiden U-18-Mannschaften des FC Wels. Im Laufe der Spielzeit kam er bei all seinen Ligaeinsätzen auf eine Anzahl von 25 erzielten Toren.
Dieser Lauf setzte sich auch in der Saison 2009/10 in der U-19-Jugendliga fort, in der er rasch zu einem der torgefährlichsten Spieler wurde, was am Saisonende auch belohnt werden sollte. Bei 22 absolvierten Meisterschaftsspielen brachte es Žulj auf 16 Tore, was ihm die Torschützenkrone 2009/10 einbrachte. Des Weiteren wurde er in dieser Spielzeit auch in einer U-18-Mannschaft des FC Wels eingesetzt und war dort bei einem einzigen absolvierten Spiel in der O.Ö F Nachwuchsliga U18 mit einem Treffer erfolgreich.

### Wechsel nach Ried und Profidebüt
Mit der Torschützenkrone der U-19-Jugendliga in der Tasche wurde der Kooperationsspieler der Fußballakademie Linz, kurz FAL, und des FC Wels vom oberösterreichischen Klub SV Ried aufgenommen. Dort sollte er anfangs Erfahrungen in der zweiten Mannschaft des Klubs mit Spielbetrieb in der viertklassigen Landesliga Oberösterreich sammeln und sich mit der Zeit so für das zu diesem Zeitpunkt in der österreichischen Bundesliga spielenden Profiteam empfehlen. Sein Pflichtspieldebüt, das auch sein Debüt in einer Herrenmannschaft war, gab Žulj am 14. August 2010 im Erstrundenspiel des ÖFB-Cups 2010/11, einer 0:3-Niederlage gegen den Bundesligisten FK Austria Wien, als er von Beginn an zum Einsatz kam und in der 85. Spielminute ausgewechselt wurde.
Sein Ligadebüt gab er am 21. August 2010 bei einer 1:2-Auswärtsniederlage gegen den SV Grieskirchen. In der Partie wurde Žulj von Beginn an eingesetzt, spielte über die volle Matchdauer und erzielte in der 57. Minute das Tor zur 1:0-Führung seiner Mannschaft. Danach wurde der Stürmer allerdings nur mehr sporadisch, wenn auch immer über die volle Spieldauer, eingesetzt.
Nachdem er zu diesem Zeitpunkt gerade einmal drei Ligaspiele im Herrenfußball absolviert hatte, wurde Žulj erstmals in einem Pflichtspiel der Profimannschaft der SV Ried eingesetzt. Dies geschah am 17. September 2010 im Lauf der zweiten Runde des ÖFB-Cups 2010/11, als er beim 4:0-Erfolg über den FC Waidhofen/Ybbs in der 64. Spielminute für Iván Carril Regueiro auf den Rasen kam. Etwas mehr als zwei Wochen später gab der zu diesem Zeitpunkt 18-Jährige am 3. Oktober 2010 sein Bundesligadebüt. Dabei wurde er bei der 1:2-Heimniederlage gegen den FC Red Bull Salzburg in der 81. Spielminute beim Stand von 1:0 für die Red Bull Salzburg für den Spanier Nacho eingewechselt. Nur wenige Minuten später gab Anel Hadžić die Torvorlage für dessen Ausgleichstreffer in der 85. Spielminute. Am Ende der Saison 2010/11 wurde er mit der SV Ried österreichischer Pokalsieger. Am 2. Spieltag der Saison 2011/12 erzielte er im Auswärtsspiel gegen den SV Mattersburg sein erstes Bundesligator.

### FC Red Bull Salzburg
Zur Winterpause der Saison 2013/14 unterzeichnete Žulj einen bis zum 30. Juni 2016 gültigen Vertrag mit dem FC Red Bull Salzburg. In der Bundesliga wie in der Europa League kam er für Salzburg aufgrund des Rotationsprinzips zu mehreren Einsätzen als Mittelstürmer.

### SpVgg Greuther Fürth
Zur Saison 2014/15 wechselte Žulj in die 2. Bundesliga zur SpVgg Greuther Fürth. Er unterschrieb einen über drei Jahre laufenden Vertrag. Am 11. August 2014 erzielte er nach seiner Einwechslung sein erstes Tor für die SpVgg zum 5:1-Sieg gegen den 1. FC Nürnberg.

### TSG 1899 Hoffenheim und Leihe nach Berlin
Zur Saison 2017/18 wechselte Žulj ablösefrei zum Bundesligisten TSG 1899 Hoffenheim, bei dem er einen Dreijahresvertrag unterschrieb. Da er zu Beginn der Saison noch mit einer Schambeinentzündung ausgefallen war, gab er erst am 3. Februar 2018 (21. Spieltag) beim 1:1 gegen Hertha BSC für die TSG Hoffenheim sein Debüt in der Bundesliga, als er in der 70. Spielminute für Ádám Szalai eingewechselt wurde.
Im August 2018 wurde er für die folgende Spielzeit an den Zweitligisten 1. FC Union Berlin verliehen. Für Union absolvierte der Mittelfeldspieler 29 Zweitligaspiele, in denen er vier Tore erzielte, und konnte mit den Berlinern nach gewonnener Relegation gegen den VfB Stuttgart in die Bundesliga aufsteigen. Nach dem Ende der Leihe kehrte er zur Saison 2019/20 zur TSG zurück, kam aber in der Hinrunde lediglich einmal in der Regionalliga Südwest zum Einsatz.

### Wechsel nach Bochum
Daraufhin wechselte der Österreicher innerhalb der folgenden Winterpause zum Zweitligisten VfL Bochum, bei dem er einen bis Juni 2023 laufenden Vertrag erhielt. Mit den Bochumern gewann Žulj in seiner ersten Saison die Meisterschaft der 2. Bundesliga und stieg somit in die Bundesliga auf.

### Über die Emirate zurück nach Österreich
Im Juli 2021 schloss Žulj sich al-Ittihad an. Für al-Ittihad kam er zu insgesamt 22 Einsätzen in der UAE Pro League. Nach einer Spielzeit in den Emiraten verließ er den Verein im Juli 2022 wieder und kehrte daraufhin nach Österreich zurück, wo er beim LASK bis Juni 2025 unterschrieb. Für die Linzer absolvierte er in der drei Spielzeiten insgesamt 100 Pflichtspiele, in denen er 37 Tore erzielte. Ab der Saison 2023/24 fungierte er auch als Kapitän der Linzer, ehe er in der Winterpause 2024/25 von Markus Schopp abgesetzt wurde. Im Juni 2025 löste er seinen Vertrag in Linz auf.

### Ein zweites Mal nach Asien
Nach seiner Vertragsauflösung in Linz wechselte Žulj zur Saison 2025/26 ein zweites Mal nach Asien, diesmal nach Thailand zu Buriram United. Beim amtierenden Meister traf er auf seinen Bruder Peter, mit dem er davor noch nie zusammengespielt hatte.

### Die Zeit in den Nachwuchsnationalteams

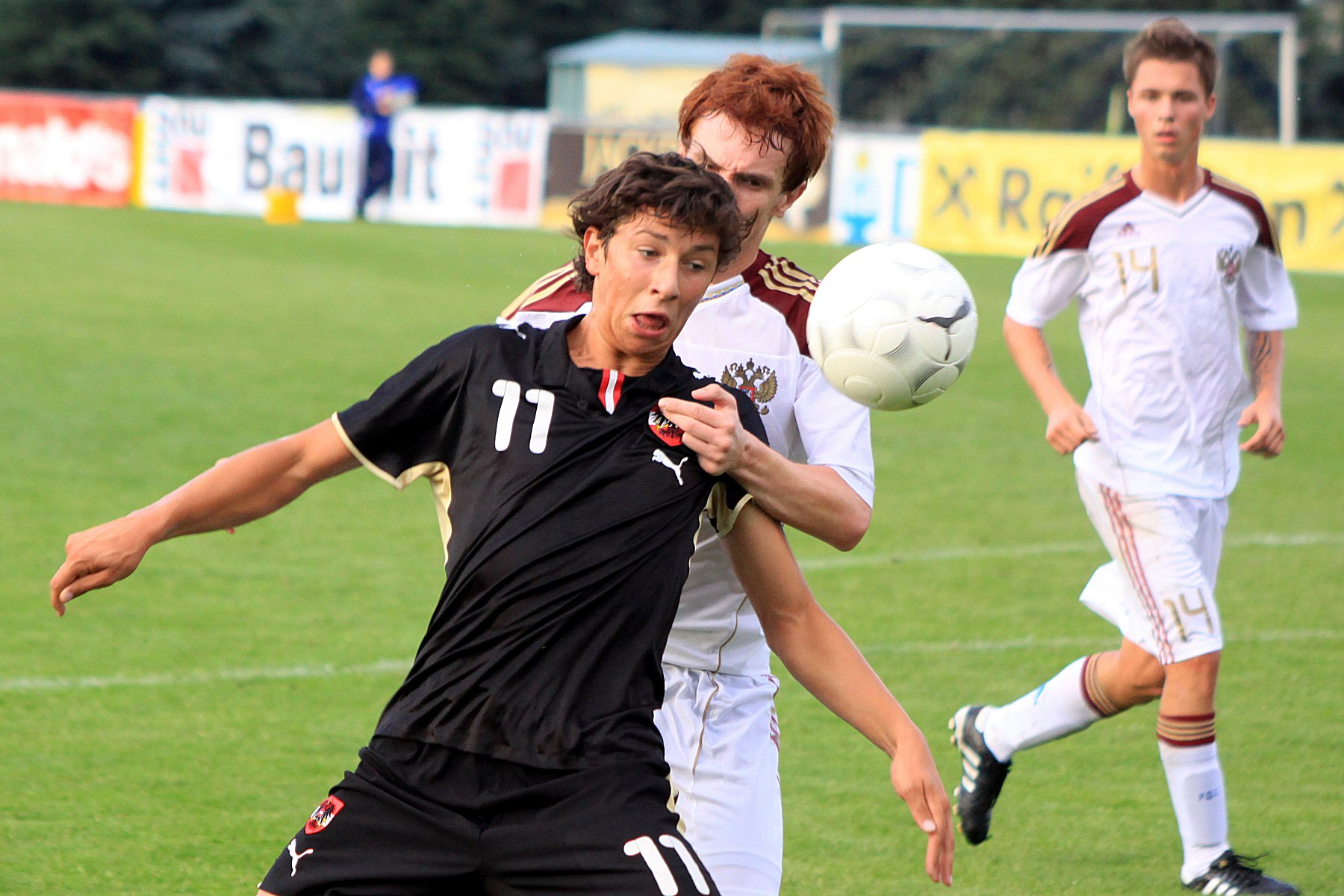
Robert Žulj am 11. August 2010 bei seinem Debüt im Trikot der österreichischen U19-Nationalmannschaft gegen Russland

Erste Erfahrungen in einer österreichischen Nachwuchsnationalmannschaft sammelte Žulj im Jahre 2009 in der U18-Nationalelf. Nachdem er bereits Ende April 2009 von Hermann Stadler erstmals in den Kader berufen wurde, jedoch nicht zum Einsatz kam, gab er am 16. September 2009 sein Debüt im rot-weiß-roten Teamdress. Bei der 1:2-Auswärtsniederlage gegen die Alterskollegen aus der Schweiz wurde der junge Stürmer in der 78. Spielminute für Daniel Offenbacher eingesetzt. Nach einem weiteren Kurzeinsatz gegen die U-18-Nationalmannschaft aus Bulgarien folgte für den damals bereits 18-Jährigen am 24. März 2010 beim 3:1-Erfolg über die Alterskollegen aus Tschechien sein erster und bis zum Schluss auch einziger Einsatz für das U18-Nationalteam über die volle Spieldauer. Gleich nach einem weiteren Einsatz über eine Spielhälfte beim 3:0-Erfolg über Estland erzielte Žulj am 19. Mai 2010 bei seinem letzten Einsatz für Österreichs U18, einem 3:1-Sieg über die Alterskollegen aus Ungarn, sein erstes Tor für Österreich.
Seine erste Einberufung in den U19-Kader Österreichs erhielt der kroatischstämmige Offensivakteur Anfang August 2010 für ein freundschaftliches Länderspiel gegen die U19-Nationalmannschaft Russlands. In eben diesem Spiel debütierte Žulj auch im Dress der U19-Nationalelf, als er beim 1:1-Remis gegen die Russen die komplette zweite Spielhälfte zum Einsatz kam. Weiters nahm er mit dem Team an der Qualifikation zur Europameisterschaft 2011 in Rumänien teil und absolvierte infolge dieser zwei Länderspiele. Unter anderem erzielte er dabei am 10. Oktober 2010 beim 4:0-Erfolg über die U19-Nationalelf San Marinos, bei der er auch als einer der auffälligsten Spieler auf dem Platz galt, zwei Treffer.
Am 15. Mai 2014 wurde Žulj erstmals in den A-Kader des österreichischen Nationalteams einberufen.

## Erfolge
SV Ried
- Österreichischer Cupsieger: 2011

FC Red Bull Salzburg
- Österreichischer Meister: 2014
- Österreichischer Cupsieger: 2014

VfL Bochum
- Meister der 2. Bundesliga und Aufstieg in die Bundesliga: 2021

Persönlich
- Torschützenkönig der TOTO-U-19-Jugendliga 2009/10 (16 Tore)